# Earle Birney
Pour les articles homonymes, voir Birney.
Earle Alfred Birney (13 mai 1904 à Calgary - 3 septembre 1995  à Toronto) est un écrivain humoristique et un grand poète canadien.

## Publications
- David and Other Poems - 1942
- Now Is Time - 1945
- The Straight of Anian - 1948
- Turvey - 1949 (roman de guerre humoristique)
- Trail of a City and Other Verse - 1952
- Down the Long Table - 1955
- Ice Cod Bell or Stone - 1962
- Near False Creek Mouth - 1964
- The Creative Writer - 1966
- Selected Poems: 1940-1966 - 1966
- Memory No Servant - 1968
- pnomes jukollages & other stunzas - 1969
- The Poems of Earle Birney - 1969
- Rag & Bone Shop - 1971
- The Cow Jumped Over the Moon - 1972
- The Bear on the Delhi Road - 1973
- what's so big about GREEN? - 1973
- Collected Poems - 1975
- Alphabeings and Other Seasyours - 1976
- The Rugging and the Moving Times - 1976
- The Damnation of Vancouver - 1977
- Ghost in the Wheels - 1977
- Big Bird in the Bush - 1978
- Fall by Fury & Other Makings - 1978
- Spreading Time - 1980
- Words on Waves - 1985
- Essays on Chaucerian Irony - 1985
- Copernican Fix - 1986
- Last Makings - 1991